# Nehézsúly
A nehézsúly  súlycsoport az ökölvívásban.

## Amatőr ökölvívás
Az amatőr ökölvívásban nehézsúlyúnak a 81 kg-91 kg közötti versenyzőket nevezik. A 91 kg feletti ökölvívók számára létrehozott súlycsoport a szupernehézsúly.
- 1904-1908:  158 font (71,7 kg) felett
- 1920-1936:  175 font (79,4 kg) felett
- 1948:  80 kg felett
- 1952-1980: 81 kg felett
- 1984-től: 81–91 kg

### Olimpiai bajnokok
- 1904 –  Samuel Berger (USA)
- 1908 –  Albert Oldman (GBR)
- 1920 –  Ronald Rawson (GBR)
- 1924 –  Otto von Porat (NOR)
- 1928 –  Arturo Rodríguez Jurado (ARG)
- 1932 –  Santiago Lovell (ARG)
- 1936 –  Herbert Runge (GER)
- 1948 –  Rafael Iglesias (ARG)
- 1952 –  Ed Sanders (USA)
- 1956 –  Pete Rademacher (USA)
- 1960 –  Franco De Piccoli (ITA)
- 1964 –  Joe Frazier (USA)
- 1968 –  George Foreman (USA)
- 1972 –  Teófilo Stevenson (CUB)
- 1976 –  Teófilo Stevenson (CUB)
- 1980 –  Teófilo Stevenson (CUB)
- 1984 –  Henry Tillman (USA)
- 1988 –  Ray Mercer (USA)
- 1992 –  Félix Savón (CUB)
- 1996 –  Félix Savón (CUB)
- 2000 –  Félix Savón (CUB)
- 2004 –  Odlanier Solís (CUB)
- 2008 –  Rahim Ruszlanovics Csahkijev (RUS)
- 2012 –  Olekszandr Olekszandrovics Uszik (UKR)
- 2016 –  Jevgenyij Andrejevics Tyiscsenko (RUS)

### Amatőr nehézsúlyú világbajnokok
- 1974 –  Teófilo Stevenson  (Kuba)
- 1978 –  Teófilo Stevenson (Kuba)
- 1982 –  Olekszandr Hennagyijovics Jahubkin (Szovjetunió)
- 1986 –  Félix Savón (Kuba)
- 1989 –  Félix Savón (Kuba)
- 1991 –  Félix Savón (Kuba)
- 1993 –  Félix Savón (Kuba)
- 1995 –  Félix Savón (Kuba)
- 1997 –  Félix Savón (Kuba)
- 1999 –  Michael Bennett (Amerikai Egyesült Államok)
- 2001 –  Odlanier Solís (Kuba)
- 2003 –  Odlanier Solís (Kuba)
- 2005 –  Alekszandr Vjacseszlavovics Alekszejev (Oroszország)
- 2007 –  Clemente Russo (Olaszország)
- 2009 –  Jegor Leonyidovics Mehoncev (Oroszország)
- 2011 –  Olekszandr Olekszandrovics Uszik (Ukrajna)
- 2013 –  Clemente Russo (Olaszország)
- 2015 –  Jevgenyij Andrejevics Tyiscsenko (Oroszország)
- 2017 –  Erislandy Savón (Kuba)
- 2019 –
- 2021 –
- 2023 –

## Profi ökölvívás
Profi ökölvívásban nehézsúlyúnak a 200 font (90,7 kg) feletti versenyzőket nevezik. 1920-ban a minimumsúly mégcsak 175 font (79,3 kg) volt.
Nevezetes nehézsúlyúak
- Rocky Marciano az egyetlen veretlenül visszavonult nehézsúlyú világbajnok
- George Foreman 45 évesen a legidősebb bokszoló volt, aki világbajnok lett nehézsúlyban
- Mike Tyson 20 évesen a legfiatalabb bokszoló volt, aki világbajnok lett nehézsúlyban
- Nyikolaj Valujev a valaha élt legmagasabb és legnehezebb világbajnok

## A nagy világszervezetek nehézsúlyú világbajnokai

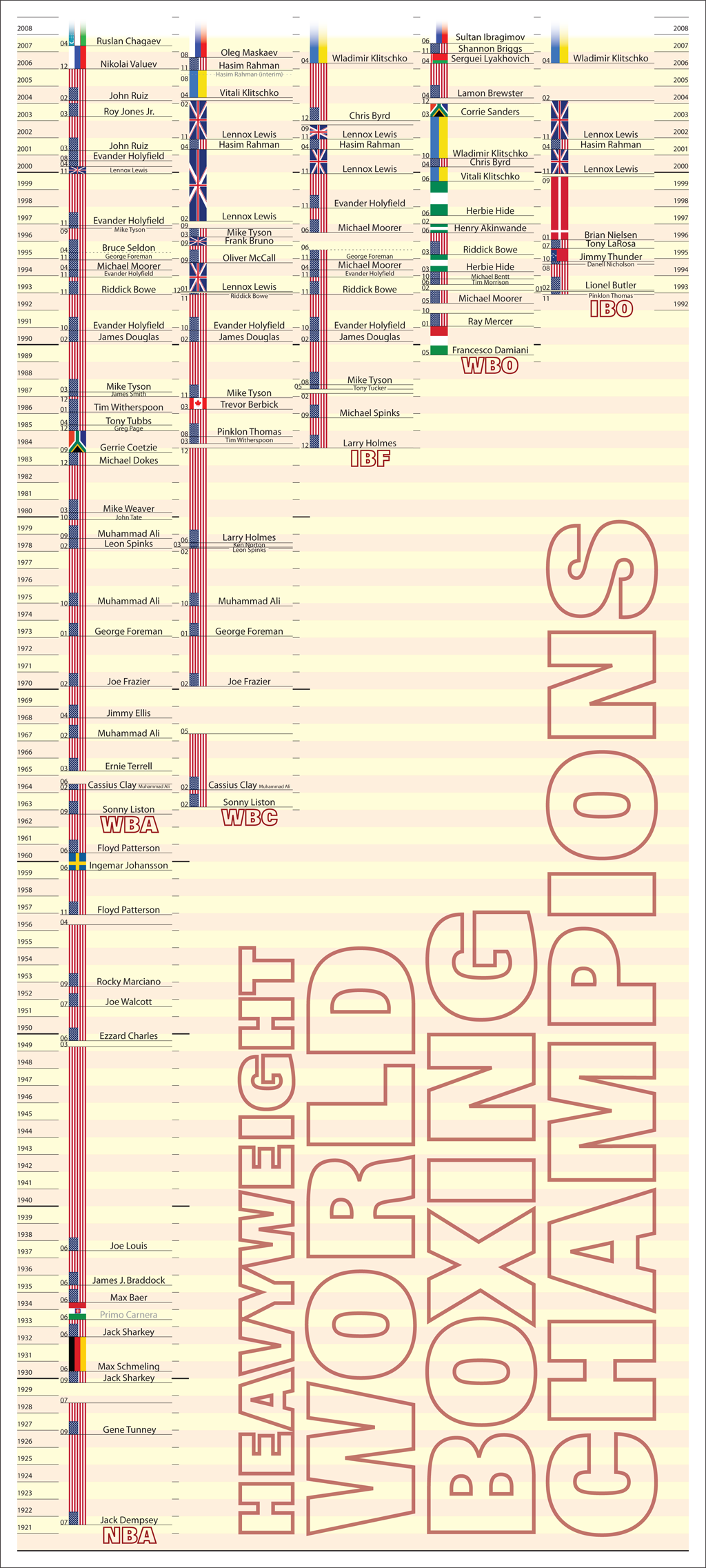
Az NBA/WBA, WBC, IBF, WBO és az IBO nehézsúlyú bajnokai a kezdetektől 2007 végéig

| WBA                         | WBC                       | IBF                         | WBO                         |
| Manuel Charr 31–4 (17 KO)   | Tyson Fury 30–0–1 (21 KO) | Anthony Joshua 23–1 (21 KO) | Anthony Joshua 23–1 (21 KO) |
| Szuperbajnok                |                           |                             |                             |
| Anthony Joshua 23–1 (21 KO) |                           |                             |                             |